# 高野拳磁
高野 拳磁（たかの けんじ、2月16日 - ）は、俳優、歌手、声優、作家、パブリシティプロデューサー、フードコートプロデューサー、企画プランナーなどでも活躍する日本道場出身のアメリカ人プロレスラー。アメリカではThe Super Dual Fuma Ninja（略称The Super Ninja)として、王者ニック・ボックウィンクルを倒し、1987年タッグ及び、その翌年シングルでもAWA全米ランキングトップとなった。福岡県北九州市出身。ニックネームはStray Dog 野良犬。

## 来歴
1981年12月8日、新日本プロレスの蔵前国技館での新倉史祐戦でデビュー。豪快な勝利で将来のエースを予感させた。翌1982年初め、協栄ボクシングジムより、新日本プロレスへ日本人初のボクシング世界ヘビー級王者を誕生させる計画が持ち込まれ、候補として高野がピックアップされた。その後、WBA世界ライトフライ級王者だった渡嘉敷勝男とハワイでトレーニングを開始するが、毒入りオレンジ事件の余波でプランは中止。プロレスに復帰後すぐにカナダのカルガリーのスタンピード・レスリングに武者修行に出発。
1984年、長州力らの離脱による日本人選手層の薄さをカバーするために帰国。未完の大器という扱いでメインやセミでタッグパートナーとして抜擢された。また一方でビッグネームの外国人選手との対決も多く組まれたが、対戦成績は芳しくなく、デビッド・シュルツやビリー・ジャックとのシングルマッチでは敗退という苦い経験もする。しかし、ブルーザー・ブロディには気に入られており、4度のシングル戦のうち後半2回はブロディの希望だったことを、後に雑誌のインタビューで高野本人が語っている。
1985年、スーパー・ストロング・マシン、ヒロ斎藤と共にカルガリーハリケーンズを結成し、新日本プロレスを離脱。以降は全日本プロレスを主戦場とし、1986年からはAWA地区への二度目の海外武者修行へ。覆面レスラーのスーパー・デュアル・フーマ・ニンジャ（The Super Dual Fuma Ninja）（通称スーパー・ニンジャ）として母国へアメリカ人として凱旋帰国し、ネバダ州ラスベガスのショーボートホテルアリーナにてESPN全米中継の初試合に勝利した。途中、マットを離れていたマサ斎藤が復帰し、一時的にタッグを組み、マサ斎藤が長州力の要請により日本へ帰国するまでの数試合をともに戦った。高野は、スーパー・ニンジャとしてニック・ボックウィンクル、ビル・ロビンソン、レイ・スティーブンスにも勝利した。カート・ヘニング、レオン・ホワイト、スコット・ホールらとも対戦した。
1987年のウィスコンシン州アッシュウォーベノンにあるBrown County Veterans Memorial Arenaで行われたAWAワールドヘビーウェイトタイトル戦では、王者ニック・ボックウィンクルにピンフォールを取るもその直後ニックのルール上の失格行為が発覚し、ベルトの移動にはならなかった。幻のAWAチャンピオンである。なお、スーパー・ニンジャはニック・ボックウィンクルに2度もピンフォール勝ちで勝利している。
また同年1987年にNWAの傘下団体だった太平洋岸北西部のPNWにも出場、7月25日にオレゴン州ポートランドにて、リップ・オリバーと組んでマイク・ミラー&ココ・サモアからNWAパシフィック・ノースウエスト・タッグ王座を奪取している。同地区ではのちに日本の新日本道場出身のブライアン・アダムスこと「アメリカン・ニンジャ」と対戦した。
しかし、帰国前後にスーパー・ストロング・マシンとヒロ斎藤の新日復帰を受けてカルガリーハリケーンズは解散となり、「'88エキサイト・シリーズ」から正式に全日本プロレス所属となる。2代目タイガーマスクや高木功、田上明、仲野信市とともに「決起軍」を結成するが、ジャイアント馬場の「全然決起しないから」の一声ですぐに解散となる。しかし、馬場は高野の素材に期待をしており、積極的にジャンボ鶴田とのタッグをマッチメイクしていた。
1990年にSWSへ移籍し、新日本プロレスから移籍していた兄のジョージ高野とパライストラを結成する。10月18日旗揚げ2連戦初日、横浜アリーナでのメインイベントで史上初の実の兄弟タッグにより天龍源一郎・ザ・グレートカブキ組を破り、テレビのエンディングロールを取った。ジョージとの兄弟タッグで1992年4月16日に谷津嘉章&キング・ハクからSWSタッグ王座を奪取し、WWFから来日したナチュラル・ディザスターズ（アースクエイク&タイフーン）ともタイトルを争った。SWS解散後は、ケンドー・ナガサキを始めとする「道場・檄」のメンバーとNOWを旗揚げするものの、プレ旗揚げ戦後に兄弟揃って脱退。
1993年、ジョージとともにPWCを設立。しかし、旗揚げ後すぐに興行資金を全額持ち逃げされたことにより財政難となり、また約半年程して当時参加していた選手達が離脱。一人残った拳磁はStray Dog野良犬として、小規模興行を継続。デスマッチ路線に活路を見出そうと将軍KYワカマツ率いる宇宙パワー軍との抗争を開始。宇宙パワーX、同XXと増殖していく宇宙パワー軍を相手に、有刺鉄線ボードや五寸釘ボードを用いる血みどろの戦いが繰り広げられた。「野良犬」の由来は、宇宙パワー軍との闘いに敗れた後のマイクアピールで、「リングは盗まれ事務所も閉鎖、みっともなくて情けねえよ。だがよ、俺は飼い犬にはならねえ!!」と絶叫したことによる。当時のインディー団体の交流組織であったレスリング・ユニオンに加盟したため、他のユニオンの加盟団体にも上がっていた。
このころ漫画作家小林まことの意向を受け、映画「1・2の三四郎」に出演し、俳優デビュー。
その演技をTV朝日の番組に出演していた映画監督の大島渚がみそめ「生まれながらの俳優だ!」「この人は役者だね」とスタジオで叫んだ。演技力を認められその後、多くの巨匠たちの作品に出演するようになった。
映画「真夜中まで」の監督和田誠には「高野拳磁というプロレスラー。演技もできる。強そうで怖いけど、本人はいたって礼儀正しい優しい人でした。」と著書シネマ今昔問答・望郷篇で語られている。
また、ピザーラのCMに出演し、「ピザーラ、お届け!」のセリフが受けて脚光を浴びた。続いて作られたピザーラの深夜限定CMでは背景真っ黒で音楽も無い中たった一人で視聴者を威圧するように「こんな遅くにテレビ見てんじゃねえよ、ピザーラ閉まっちまったじゃねえかよ」と語るシーンが深夜族に受けて、同じ深夜の大人気番組である「ダウンタウンのガキの使いやあらへんで!!」に山崎邦正らを襲う役などで度々出演、「リングの魂」でもナルシストな世捨て人風に人生観を語る独特のキャラクターで人気を獲得するなど、プロレスファン以外にも知名度を上げた。
1994年には西日本プロレスに参戦するも1試合で離脱。その後は一人PWCとして招待試合に出場。この時期、みちのくプロレスに覆面レスラー「ザ・グレート・ゼブラ」として登場している。
さらに、ビアガーデンプロレス「闘うビアガーデン」を考案し、株式会社東京ドームと契約をし、スポンサードは凸版印刷として、夜の大人の遊園地ルナパークでの企画プロデュースを2か月行った。
またその前身の神奈川県横浜市の綱島では企画立案プロデュースした屋台村プロレスが映画「1・2の三四郎」の舞台になった。
その後はFULLに参戦し「ジャイアント・ドスカラス」になったりもした。そのキャラクターを活かし、1999年公開の日本エジプト合作の大作映画「Nile ナイル」（和泉聖治監督）にて渡瀬恒彦と共演。さらに三池崇史・佐藤純彌などの監督や巨匠達からも直々のオファーを受け、さまざまな作品に参加するも、太る病気の治療と経営学を学ぶためにアメリカへ帰国。
その後ハリウッドに在住し病気の治療を行っていたが、オファーを受けSAG作品「SUSHI GIRL」にアクションディレクターとして参加。エクストラボーナストラックでは俳優として出演し、千葉真一と共演。エンディングロールにスペシャルサンクスとネーミングブックされ、プレミアではスターウォーズ主演のマーク・ハミルやキャンディーマンシリーズのトニー・トッドらと、チャイニーズ・シアターのレッドカーペットを歩いた。
アメリカ戻ってからは実業家として法人を立ち上げているという。
また大統領府で国家許認可を取り、福祉法人の理事長に在任している。
2015年には、カリフォルニアのマンハッタンビーチで人命救助を行い、ロサンゼルス郡消防庁長官より表彰。救出困難下のエクストリームレスキューとして、国際的に権威のあるバーラー賞を授与された。
2024年1月になんかいオンデマンドで行われたWBF言論バトルにて初代WBF言論チャンピオンの座を獲得。

## 得意技
- ダイビング・ニー・ドロップ
- ダブルアーム・スープレックス
- ミサイルキック

高野のミサイルキックは人間バズーカ砲の異名を持つ（古舘伊知郎が命名）。

## 獲得タイトル
- NWAパシフィック・ノースウエスト・タッグ王座：2回（w / リップ・オリバー→ジョーイ・ジャクソン）[9]
- アジアタッグ王座：1回（w / 仲野信市）[17]
- SWSタッグ王座：1回（w / ジョージ高野）[11]

## メディア出演

### 映画
- 1・2の三四郎（1995年）- 天草健太郎 役
- 修羅之介斬魔劍 妖魔伝説 LEGEND OF THE DEVIL（1996年）- 魔狼次 役
- 極道戦国志 不動（1996年、監督：三池崇史）- 愛染明 役
- THE DEFENDER（1997年2月、監督：小中和哉） - ディック・ヘッド 役
- 北京原人 Who are you?(1997年、監督：佐藤純彌) - ボディガード 役
- サソリ 女囚701号（1998年10月31日、監督：新井良二、ビジョンスギモト） - 鷹野 役
- 不夜城 SLEEPLESS TOWN（1998年、監督：リー・チーガイ）
- 借王＜シャッキング＞ -THE MOVIE- 沖縄大作戦（1999年2月20日）-博多 キンセイ会 オガタ 役
- 真夜中まで (1999年制作、2001年公開、監督：和田誠) - 蒲谷 役
- Nile ナイル （1999年11月、監督：和泉聖治） - シーハン 役
- SUSHI GIRL（2012年）エキストラボーナストラックトレイラー - 寿司屋に来た客 役

### 声優
- ランダウン 怒りの逃亡者（1995年、映画・VHS版） - アレックス・ゲイナー役（ゲイリー・ダニエルズ）の日本語吹き替え
- スプリガン（1998年､アニメ映画） - ファットマン 役

### オリジナルビデオ
- 新・第三の極道V 裏盃の逆襲（1997年6月21日）
- 極道戦国志 不動 シリーズ（ギャガ） - 愛染明 役
  - 極道戦国志 不動2（1997年）※映画版の続編
  - 極道戦国志 不動3（1997年）※映画版の続編
- ORDER 内閣特務捜査官（1997年）
- 荒くれKNIGHT 4（1998年）
- 修羅がゆく シリーズ（東映ビデオ） - 春田組若頭 白井康夫 役
  - 修羅がゆく7 四国烈死篇（1998年、監督：小澤啓一）
  - 修羅がゆく8 首都血戦（1998年、監督：澤田幸弘）
  - 修羅がゆく9 北海道進攻作戦（1998年、監督：小澤啓一）
  - 修羅がゆく10 北陸代理決戦（1998年、監督：小澤啓一）
  - 修羅がゆく11 名古屋頂上戦争（2000年、監督：小澤啓一）
  - 修羅がゆく12　北九州死闘篇（2000年、監督：小澤啓一）
  - 修羅がゆく13 完結篇（2000年、監督：小澤啓一）
- 日本極道史 野望の軍団（1999年1月16日） - 内藤義明役
- V-MONSTER ゴースト☆ボクサー（1999年、監督：大畑晃一） - 牛島大五郎 役（主演）
- 日本極道史 仁義絶叫 シリーズ（1999年-2000年）
  - 日本極道史 仁義絶叫（1999年）
  - 日本極道史 仁義絶叫4 仁義の挽歌（2000年）
  - 日本極道史 仁義絶叫5 修羅の墓場（2000年）
- 深夜番組の天使たち カバーガール（2000年）
- フィッシングキング シリーズ
  - 釣王 フィッシング・キング（2000年3月23日）
  - フィッシング・キング 幻のモンスター ブラウン編（2000年8月24日）
  - フィッシング・キング 伝説のブラック・バス編（2000年8月25日）
- 女侠 夜叉の舞い（2000年） - 張・ルイション 役

### テレビドラマ
- 透明少女エア（1998年、テレビ朝日） - 黒服の男 役
- 天然少女 萬（1999年2月23～25日、WOWOW）

### 作家
- 月刊漫画ガロ：ガロッキング・チェア（1995年　青林堂）

### 歌手
- 「ウルトラ・バズーカ」（1999年　キングレコード）[18]